# Fortunate senex

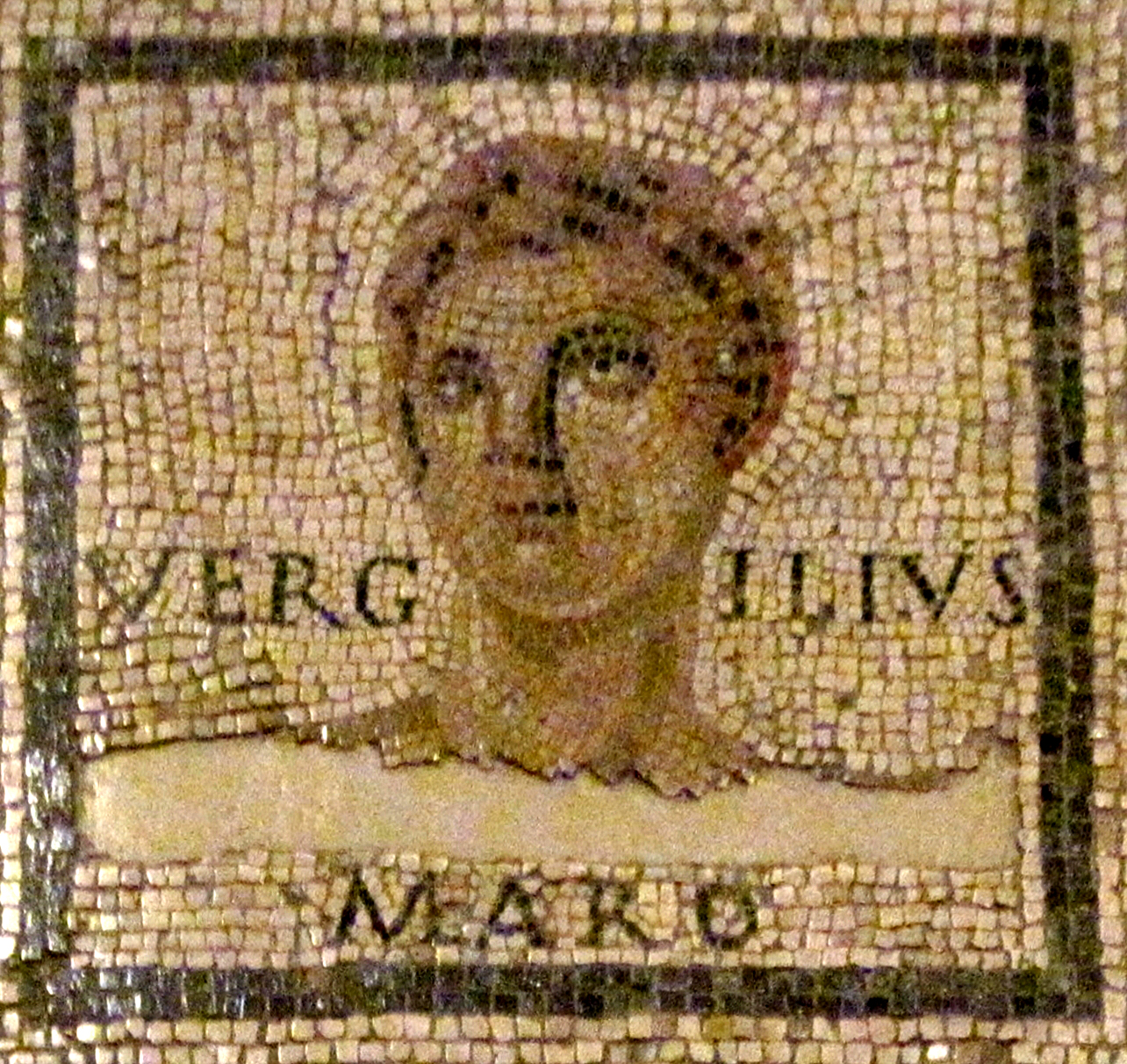
Rappresentazione di Virgilio (Monnus-Mosaic, Rheinisches Landesmuseum Treviri)

La locuzione latina Fortunate senex, tradotta letteralmente, significa o vecchio fortunato. (Virgilio, Egloghe, I, 46).
L'esclamazione è rivolta a Titiro, felice per aver conservato il suo campicello. La si ripete ai nonni circondati dai nipotini.